# Dominator/I Don't Like Me
Dominator/I Don't Like Me è il quarto singolo del gruppo musicale power metal giapponese Aldious pubblicato il 9 ottobre del 2013 dall'etichetta BrightStar.

## Tracce
1. Dominator
2. I Don't Like Me
3. Wish Song (Re:NO Version)
4. Dominator (strumentale)
5. I Don't Like Me (strumentale)
6. Wish Song (Re:NO Version, strumentale)